# سرخیو آبرو (بازیکن فوتبال)
سرخیو آبرو (انگلیسی: Sérgio Abreu؛ زادهٔ ۱۶ مهٔ ۱۹۶۷) بازیکن فوتبال است.
از باشگاه‌هایی که در آن بازی کرده‌است می‌توان به باشگاه ورزشی براگا اشاره کرد.